# Martina Schraudner

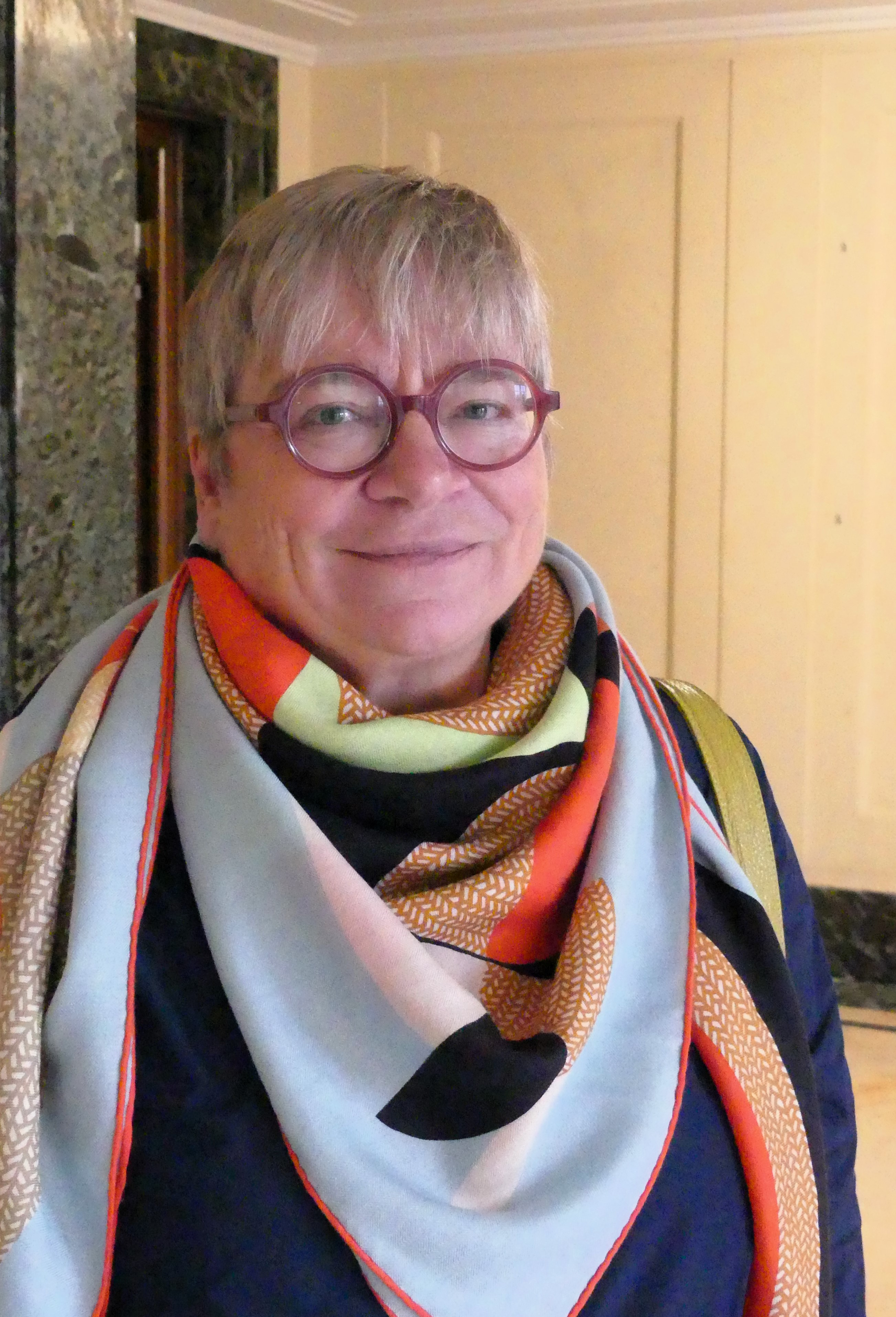
Martina Schraudner 2024

Martina Schraudner (* 19. Dezember 1962 in Nürnberg) ist eine deutsche Biologin und Professorin an der Technischen Universität Berlin und am Fraunhofer Center for Responsible Research and Innovation tätig.

## Beruflicher Werdegang
Martina Schraudner schloss ihr Biologiestudium an der Technischen Universität München mit zusätzlichen Diplomprüfungen in Verfahrenstechnik und Patentrecht 1990 ab. Anschließend absolvierte sie bis 1992 den Aufbaustudiengang Biotechnologie an der Technischen Universität München. Ihre Promotion zum Dr. rer. nat. erfolgte 1993 an der Technischen Universität München. Im Jahr 2000 habilitierte sie sich an der Humboldt-Universität zu Berlin in der Landwirtschaftlich-Gärtnerischen Fakultät.
Von 1993 bis 1996 war Schraudner Nachwuchswissenschaftlerin am Institut für Biochemische Pflanzenpathologie mit dem Schwerpunkt „Induziert Ozon als abiotischer Stressor vergleichbare Reaktionen der Pflanzen wie biotische Stressoren?“ am GSF - Forschungszentrum für Umwelt und Gesundheit in München.
Im Anschluss war sie von 1996 bis 1998 Wissenschaftliche Mitarbeiterin bei Nikolaus Amrhein am Institut für Biochemie und Physiologie der Pflanzen an der ETH Zürich.
Zwischen 1998 und 2001 arbeitete Schraudner im Forschungszentrum Jülich unter anderem als stellvertretende Institutsleiterin des Instituts für Chemie und Dynamik der Geosphäre (ICG) 6, sie war Sprecherin des Forschungszentrums Jülich in der Sektion IV des Helmholtz-Verbundes „Umwelt- und Geoforschung“ sowie Projektleiterin für Arbeiten mit gentechnisch veränderten Organismen.
Von 2001 bis 2014 übernahm sie in der Fraunhofer-Gesellschaft mehrere Funktionen in der Fraunhofer-Zentrale, so u. a. den Aufbau des Fraunhofer Centers for Responsible Research and Innovation. Sie war Leiterin strategischer Forschungsprojekte zur bedarfsorientierten Forschungsplanung und Mitglied im Vorstandsstab Forschungsplanung.
Seit 2006 ist Schraudner Professorin an der Technischen Universität Berlin und hat dort die W-3 Professur für Gender und Diversity in der Technik und Produktentwicklung inne. Davor war sie als Gastprofessorin für „Gender und Diversity in Organisationen“ in der Fakultät für Maschinenbau und Verkehrswesen tätig.
Seit 2014 ist sie Leiterin des Fraunhofer Centers for Responsible Research and Innovation (CeRRI) am Fraunhofer-Institut für Arbeitswirtschaft und Organisation.
Von Januar 2018 bis Dezember 2021 war sie Mitglied im Vorstand der Deutschen Akademie der Technikwissenschaften.

## Ehrenamtliches Engagement
Kommissionen
- Mitglied des Zukunftskreises des BMBF[4] (2019–2022)
- Mitglied der SDG-Kommission für global nachhaltige Entwicklungspolitik des BMZ (2019–2020)
- Mitglied der Kommission Sozialpolitik und Gesellschaft, Deutscher Caritasverband e.V., seit 2017
- „Expert Group on Structural Change“ der Europäischen Kommission und der Expertengruppe (2009–2012)

Kuratorien/Aufsichtsgremien
- Kuratorium der EAF. Europäische Akademie für Frauen in Politik und Wirtschaft,[5] Berlin, seit 2009
- Hochschulrat der Universität Paderborn, seit 2012
- Kuratorium Total E-Quality,[6] seit 2015, davor im Vorstand
- Hochschulrat der Hochschule Landshut, seit 2019

Vorstand
- Vorstand Strategie des Kompetenzzentrum Technik, Diversity und Chancengleichheit,[7] Bielefeld, seit 2009
- Mitglied des Ausrichtungskomitees des Gender Summits, seit 2010
- Wissenschaftlicher Vorstand der Technologiestiftung Berlin,[8] seit 2019

Themenbezogene Beiratstätigkeit
- Women in Science and Technology WIST der DG Research, seit 2008
- Mitglied der Plattform zur Umsetzung der Chancengleichheit an der TU Berlin, seit 2010
- Strategierat der Technischen Universität Berlin (2017–2018)
- Scientific Advisory Board for the Gender in the Nordic Research and Innovation Programme, seit 2017
- VDI-Beirat „Technik im Dialog“, Verein Deutscher Ingenieure e.V., seit 2017
- Advisory Board of the New HoRRIzon Project, seit 2018
- Gutachtertätigkeit in nationalen Forschungsförderprogrammen im europäischen Raum

Weiteres
- Mitglied bei academia.net,[9] seit 2010

## Veröffentlichungen
- Schraudner, Martina u. a. Hrsg.: Shaping Future. Stuttgart 2014: Fraunhofer.
- Schraudner, Martina, Hochfeld, Katharina und Kaiser, Simone. Hrsg.: Unternehmenskulturen verändern – Vielfalt erreichen. Stuttgart 2014: Fraunhofer.
- Schraudner, Martina u. a.: Das verschenkte Potential – Wie Geschlechterstereotype den Aufstieg von Frauen in Führungspositionen behindern. In: Langfeldt, Bettina und Mischau, Anina. Hrsg.: Strukturen, Kulturen und Spielregeln. Faktoren erfolgreicher Berufsverläufe von Frauen und Männern in MINT. Baden-Baden 2014: Nomos.
- Schraudner, Martina, Bührer, Susanne und Hufnagl, Miriam: Frauen im Innovationssystem – im Team zum Erfolg. Stuttgart 2009: Fraunhofer.